# Sturmpanzer IV
Lo Sturmpanzer IV, il cui numero d'identificazione era Sd.Kfz. 166, noto anche come Brummbär (rendibile in italiano come "orso scontroso", "brontolone") è stato un cannone d'assalto prodotto dalla Germania nazista a partire dal 1943 e impiegato dall'Esercito tedesco sui fronti orientale, occidentale e italiano sino alla fine delle ostilità in Europa.
Fu creato per colmare la mancanza di un cannone d'assalto dedicato, dopo che i mezzi serie Sturmgeschütz III si erano specializzati nella lotta anticarro e dopo il fallimentare progetto dello Sturminfanteriegeschütz 33B: fu basato sul versatile carro armato medio Panzer IV, sul cui scafo fu aggiunta una massiccia casamatta ben corazzata ospitante un obice StuH 43 da 150 mm. Il veicolo esordì in circa 50 esemplari nella feroce battaglia di Kursk del luglio 1943 e, sebbene generalmente apprezzato, subì perdite gravi. Ciò convinse i vertici dell'esercito a richiederne una versione meglio progettata, seguita da due ulteriori varianti nel 1944, che si distinguevano soprattutto per interventi di rafforzamento al treno di rotolamento e l'aggiunta di una mitragliatrice. Una volta messo a punto dimostrò di essere un corazzato di valore. Lo Sturmpanzer IV fu prodotto in poco più di 300 unità, compreso un modello comando.

## Storia

### Sviluppo
A poca distanza dallo scoppio del conflitto la Germania introdusse nelle file della sua arma corazzata gli Sturmgeschütz III per fornire supporto pesante alle truppe, seguiti poi dallo Sturmgeschütz IV. I due tipi di blindati dimostrarono che gli obici da 75 mm di cui erano dotati difettavano di sufficiente potenza per abbattere gli edifici più grandi durante le lotte urbane. Perciò fin dal 9 giugno 1941 era stato richiesto un semovente che impiegasse lo scafo del Panzer IV per montarvi un obice pesante da 150 mm e migliorare così le prestazioni dell'appoggio ravvicinato.
I lavori iniziarono durante il 1942 suddivisi tra la Krupp, che si occupò di ridisegnare lo scafo, e la Alkett, che si dedicò alla progettazione della sovrastruttura: ciononostante l'elaborazione dei disegni di massima andò a rilento per gli altri molteplici impegni delle due ditte. Dopo aver preso visione dei progetti in una conferenza del 2 ottobre 1942, Albert Speer li mostrò ad Adolf Hitler il 14 ottobre, che ne rimase favorevolmente colpito: il Führer ordinò la produzione di 40 unità entro il 12 maggio 1943 e di ulteriori 20 veicoli subito dopo; Hitler richiese altresì che l'armamento fosse portato a un mortaio da 210 mm o 220 mm, ma un simile pezzo d'artiglieria non fu mai utilizzato. A febbraio la Škoda completò un simulacro in legno del nuovo semovente cui fu data la denominazione provvisoria di Sturmgeschütz IV mit 15 cm StuH 43 che, nel gennaio 1944, fu definitivamente cambiata in "Sturmpanzer IV": nell'ambiente militare, tuttavia, era più spesso indicato con la formula Sturmpanzer 43 o anche soltanto Stupa. Al contrario il soprannome "Brummbär", con il quale questo mezzo divenne noto in seguito, non fu mai ufficializzato o formalmente usato all'interno della Wehrmacht. Sembra che sia stato dato dall'intelligence alleata negli anni del conflitto, che lo utilizzò erroneamente come traduzione in tedesco di "orso grizzly". In realtà, nella lingua tedesca, Brummbär è una contrazione dell'espressione completa brummiger Bär e indica una persona scontrosa o ruvida, un brontolone.

### Produzione
Il primo lotto di 60 esemplari fu ordinato nel febbraio 1943: l'azienda Bismarckhütte fornì le sovrastrutture e le industrie Nibelungenwerke di Sankt Valentin si occuparono degli scafi. Furono consegnati 52 nuovi telai di Panzer IV Ausf. G e altri 8 di Ausf. E ed F opportunamente ricostruiti. L'assemblaggio avvenne allo Heereszeugamt ("deposito dell'Esercito") di Vienna con la partecipazione della Saurer e della Simmering-Graz-Pauker. Sei veicoli furono pronti entro marzo, 40 ad aprile e gli ultimi 14 furono costruiti a maggio completando l'ordinazione. Fu programmato di iniziare una produzione massiccia proprio a Vienna per la fine dello stesso maggio 1943, ma i ritardi nelle consegne degli scafi la fecero slittare fino a novembre: a dicembre riprese con la fabbricazione della seconda serie, conclusasi nel maggio 1944 con 80 unità. A partire da giugno l'incarico passò alle Deutsche Eisenwerke di Duisburg dove furono assemblate la terza e quarta serie, composte rispettivamente da 24 e 142 unità, queste ultime tutte sullo scafo dell'Ausf. J: la produzione in questa sede ebbe termine nel marzo 1945 totalizzando 166 veicoli. Complessivamente furono messi in campo 306 o 313 esemplari. Una fonte indica 298 veicoli distinguendo quelli provvisori su scafo Ausf. E ed F dai successivi modelli standard.
È interessante sottolineare come la prima parte del ciclo produttivo sia avvenuta in un impianto dell'Esercito invece che in stabilimenti di aziende specializzate, una pratica comune per i tedeschi quando si dovevano fabbricare cannoni d'assalto o comunque mezzi modificati.

### Impiego operativo

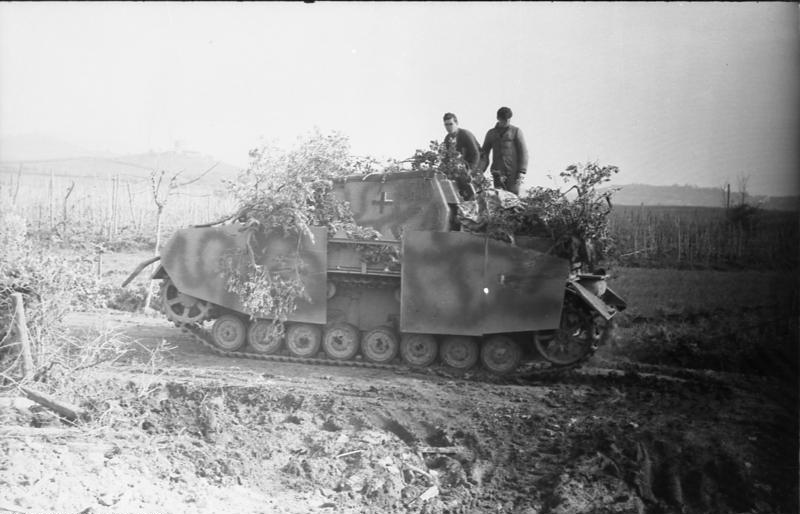
Uno Sturmpanzer IV nei dintorni di Anzio, dove gli Alleati erano sbarcati nel gennaio 1944; il mezzo è dotato delle protezioni laterali per attutire gli effetti delle armi a carica cava

I primi Brummbär furono presentati il 14 e il 15 maggio 1943 ai vertici del Terzo Reich e dell'Esercito sul terreno di prova di Arys, nella Prussia Orientale. La distribuzione alle truppe era comunque iniziata fin da aprile: gli Sturmpanzer IV sarebbero stati organizzati in Sturmpanzerabteilungen, ognuno con una forza teorica di 45 veicoli, 85 altri mezzi blindati (ad esempio Sd.Kfz. 9) e 611 uomini. Il primo reparto a esserne dotato fu lo Sturmpanzerabteilung 216 che, dopo un periodo d'addestramento ad Amiens, il 10 giugno si mise in viaggio per il fronte orientale: qui giunto fu integrato al 656. schwere Panzerjäger-Regiment nel Gruppo d'armate Centro, con il quale prese parte alla battaglia di Kursk (5-13 luglio). Durante i feroci scontri una buona parte dei 50 Brummbär di prima serie andò distrutta e altre perdite furono registrate nel mese di agosto nei combattimenti intorno Kharkhov e a Dneprstroy. La decimata unità fu ritirata e riorganizzata, per poi tornare in prima linea da settembre a dicembre 1943 operando presso Zaporož'e; fu dunque inviata in Germania, ove fu riequipaggiata. Dirottato in Italia nel febbraio 1944, il battaglione fu attivo nell'area di Anzio-Nettuno e rimase nella penisola fino alla fine della guerra, quando nell'aprile 1945 gli ultimi Brummbär furono fatti saltare in aria dagli equipaggi sulle rive del Lago di Garda.
Tra aprile e giugno 1944 fu costituito lo Sturmpanzerabteilung 217, che il mese successivo fu inviato a sud-est di Caen in Normandia. Ebbe il battesimo del fuoco in occasione delle battaglie per Falaise e a ottobre, menomato, contribuì alla difesa di Aquisgrana. Nel dicembre 1944 fu impegnato nell'offensiva delle Ardenne, ma in seguito al suo fallimento arretrò insieme alle altre unità tedesche nella Ruhr dove si arrese nell'aprile 1945. Sempre nel 1944, a settembre, fu creato a Döllersheim lo Sturmpanzerabteilung 219. A dicembre fu trasferito in Ungheria, presso il lago Velencei, e a gennaio 1945 fu inserito nella 23. Panzer-Division con la quale prese parte al disperato tentativo di salvare le divisioni rimaste accerchiate a Budapest: la battaglia provocò la distruzione di tutti i cannoni d'assalto e quel che rimaneva dell'unità si ritirò in Cecoslovacchia, dove ricevette 10 Brummbär di rimpiazzo e alcuni carri armati sovietici di preda bellica. Il reparto fu spostato a Waidhofen ad aprile senza l'equipaggiamento pesante e integrato nella neocostituita Panzer-Jagd-Brigade "Trumpa". Un terzo battaglione pesante, lo Sturmpanzerabteilung 218, cominciò a essere messo insieme durante il gennaio 1945 e due mesi più tardi fu attivato con un organico di 43 Brummbär; ad aprile fu convertito in Panzer-Jäger-Verband ma non si hanno informazioni circa il suo destino.
Nel mese di agosto del 1944 furono infine organizzate le due compagnie indipendenti Sturmpanzer-Kompanie z.b.V. 218 e 2/218, ognuna con 10 Sturmpanzer. Il primo reparto fu assegnato al Kampfgruppe Reinefahrt e utilizzato per sopprimere la rivolta di Varsavia. Continuò a operare in Polonia e al gennaio 1945 si pensò di fonderlo assieme allo Sturmpanzerabteilung 218: il progetto fu tuttavia frustrato dalla massiccia offensiva sovietica attraverso il fiume Oder, che causò la quasi totale perdita della compagnia. I resti confluirono nel Kampfgruppe Grossdeutschland. Riguardo alla seconda compagnia, si sa che fu inviata nella zona di Parigi ma non si conoscono i dettagli sul suo servizio.

## Caratteristiche
Lo Sturmpanzer IV era il risultato dello sviluppo e continuo affinamento dell'idea di cannone d'assalto pesante, già concretatasi con il predecessore Sturminfanteriegeschütz 33B. La squadrata sovrastruttura era dotata di piastre anteriori spesse 100 mm e inclinate a 40° rispetto alla verticale; i fianchi erano protetti da corazzature variabili tra i 20 e i 60 mm con inclinazione da 65 a 88° o da 50 mm a 15º secondo altre fonti. Il retro era stato coperto con un singolo pezzo da 30 mm modellato, con inclinazione compresa tra 64 e 90°, mentre il tetto orizzontale arrivava a 20 mm.
Un poco decentrata sulla destra era stata ricavata un'apertura circolare con affusto a sfera per un obice 15 cm StuH 43 da 150 mm L/12, un derivato del sIG 33 progettato espressamente per l'uso su veicoli. I proiettili ad alto esplosivo adoperati pesavano ognuno 38 chili: potevano colpire i bersagli a una distanza massima di 4 270 metri circa e raggiungevano una velocità iniziale pari a 240 m/s. Erano altresì disponibili granate anticarro del peso di 25 chili con carica separata, nell'eventualità piuttosto probabile di imbattersi in blindati avversari. Il brandeggio del pezzo, pesante 1 850 chili, era limitato a 10° a sinistra e a destra, l'alzo arrivava a +30° e la depressione a -5°. Per la difesa sulle brevi distanze contro la fanteria era presente solo una pistola mitragliatrice MP 40, utilizzabile dall'interno della sovrastruttura grazie ad apposite feritoie ricavate sui fianchi e nel retro. L'equipaggio poteva contare su un sistema di intercomunicazione ed era composto da quattro elementi: il pilota sedeva nello scafo anteriore a sinistra, dove era stato inserito un visore con portellino scorrevole (Fahrersehklappe 80) ripreso dal Panzer VI Tiger I; il comandante trovava posto più dietro e usufruiva di un periscopio montato sul tetto per l'osservazione dell'esterno. Ai lati della culatta stavano il cannoniere e il servente, il quale era inoltre addetto all'impiego di un ricevitore USW FuG 2 coadiuvato da un trasmettitore FuG 5 da 10 watt. All'interno non c'era molto spazio libero e l'equipaggio riscontrò difficoltà nel manovrare le grosse munizioni dell'obice, disponibili in numero di trentotto, un problema che persistette lungo tutta la vita operativa del mezzo.
La casamatta era fissata allo scafo del Panzer IV Ausf. G, lasciato per lo più invariato: la corazzatura frontale era spessa 80 mm ma sui fianchi erano solo 30 mm, un fattore di vulnerabilità che poteva essere facilmente sfruttato da squadre di fanteria equipaggiate con armi anticarro portatili. L'apparato motore era rimasto il Maybach HL 120 TRM con 12 cilindri a V erogante 300 hp a 3 000 giri al minuto e rapporto di compressione di 6,5:1; la trasmissione ZF SSG 76 era sincronizzata con un cambio a sei velocità più una retromarcia. L'avviamento era inerziale oppure elettrico con 24 volt di potenza, ridotta a metà una volta acceso il propulsore. Il Maybach era servito da un serbatoio contenente circa 500 litri e sviluppava una velocità massima di 40 km/h; il consumo di carburante si attestava sui 225 litri ogni 100 chilometri percorsi su strada, mentre su terreni sconnessi ogni chilometro circa richiedeva un litro aggiuntivo. Anche il treno di rotolamento non aveva subito modifiche: contava per lato otto ruote portanti con battistrada gommato, accoppiate mediante quattro carrelli ciascuno dei quali dotato di una sospensione a un quarto di balestra. Superiormente si trovavano quattro rulli e in fondo era posizionata la ruota di rinvio, mentre quella motrice a doppia corona dentata era anteriore. I cingoli adottati erano del tipo dry pin, larghi 400 mm con guida a dente centrale: combinati con il peso di oltre 28 tonnellate del mezzo, davano come risultato una pressione al suolo di 1 kg/cm² con ovvi svantaggi nelle manovre su terreni molli e per il raggio operativo fuoristrada, pari a 130 chilometri.
Lo Sturmpanzer IV aveva prestazioni nella media: era capace di sormontare ostacoli alti 60 centimetri, trincee larghe 2,20 metri e guadi di 90 centimetri. La luce libera misurava 40 centimetri.

## Versioni

### Secondo modello di serie
La prima serie di Brummbär, al primo impiego sul campo, dimostrò di essere attanagliata da alcuni difetti: la mancanza di un vero armamento secondario e le troppo sottili corazze laterali la rendeva un bersaglio appetibile per la fanteria, mentre il rinculo dell'obice StuH 43 provocava grandi sollecitazioni sullo scafo. Altri difetti erano l'inadeguatezza del motore Maybach, che richiedeva grandi quantità di carburante, e il surriscaldamento della trasmissione. Come prima misura fu adottato lo scafo del Panzer IV Ausf. H il cui treno di rotolamento ebbe le prime due coppie di ruote completamente in acciaio per meglio sopportare il peso dell'armamento e della casamatta; poi nell'ottobre 1943 fu approvata la modifica di sovrastruttura e obice: a dicembre ne fu perfezionata una versione più leggera denominata StuH 43/1 con manicotto protettivo, subito immessa in servizio, ma i problemi legati alla mole del veicolo non furono del tutto risolti. Fu inoltre eliminato il visore del pilota, sostituito da un periscopio come per il capocarro.

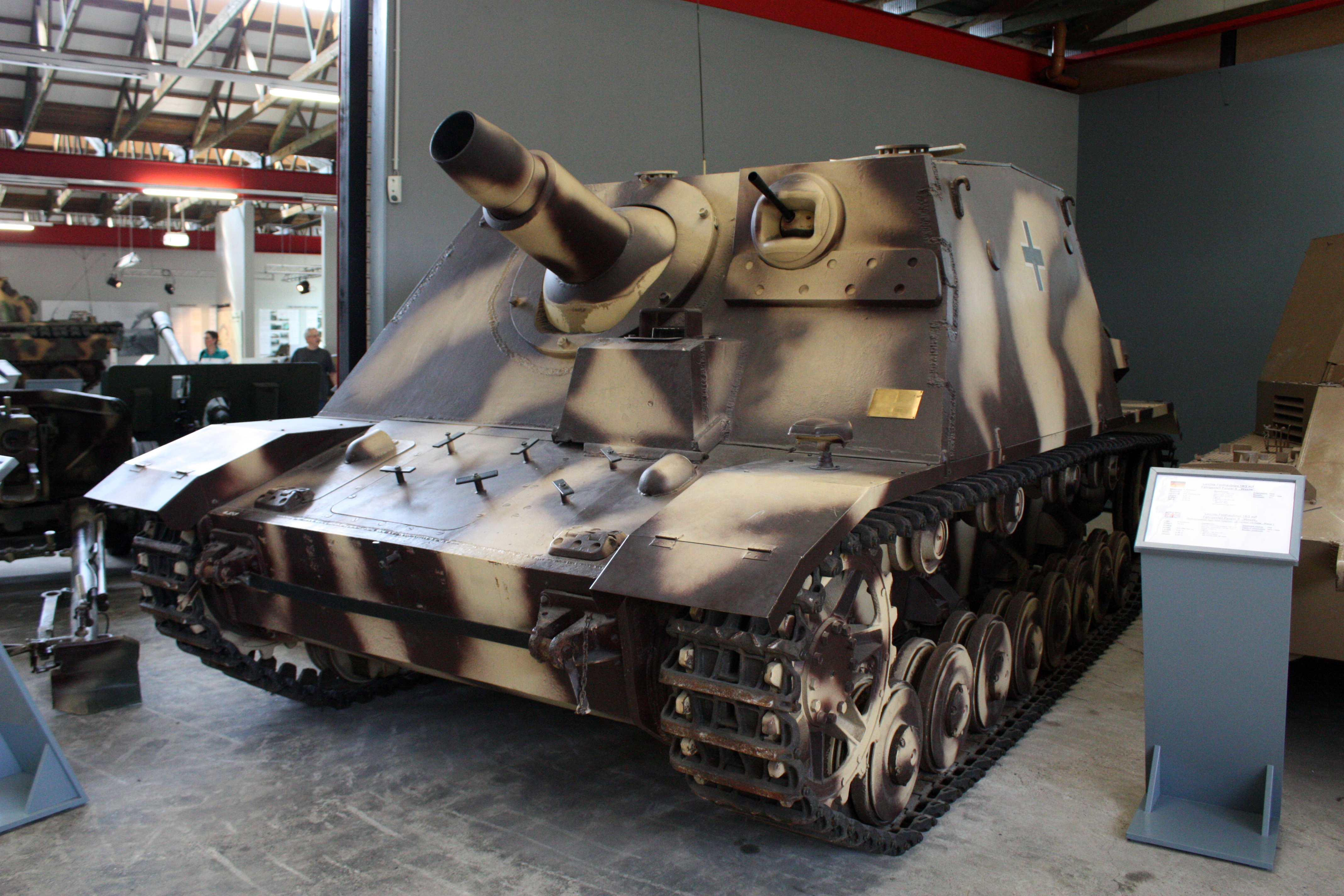
Un esemplare esposto al Panzermuseum di Münster: la postazione del pilota e la mitragliatrice in casamatta indicano che appartiene alle ultime serie

### Terzo modello di serie
In questa variante la sovrastruttura era stata ridisegnata e sbassata: in alto a sinistra fu installato uno snodo a sfera Kugelblende 80, simile a quello del Tiger I, per una mitragliatrice leggera MG 34 da 7,92 mm, servita da una scorta di 600 cartucce. Anche il collare dell'obice venne leggermente modificato e la cupola originale fu sostituita dal modello usato sullo StuG III Ausf. G, equipaggiata con un supporto per usare una seconda MG 34 in configurazione contraerea. Infine il pilota fu alloggiato in un proprio compartimento a sinistra dell'obice e fu aggiunto un quinto membro all'equipaggio per velocizzare le operazioni di caricamento. Sempre con questa versione furono introdotte le Schürzen ("gonnelle" laterali) e la pasta antimagnetica Zimmerit quali deterrenti, rispettivamente, alle armi a carica cava e alle mine magnetiche. I cambiamenti divennero effettivi a partire dall'aprile 1944.

### Quarto modello di serie
Denominata anche Abschlusserie, era basata sullo scafo del Panzer IV Ausf. J con treno di rotolamento dotato di sole ruote in acciaio: l'intento era di meglio distribuire i pesi, cosa che riuscì parzialmente. Fu mantenuto il nuovo motore, un Maybach HL 120 TRM 112 che rispetto al precedente sviluppava 300 hp a 2 800 giri al minuto. Assieme agli esemplari del precedente gruppo dimostrò che il Brummbär, una volta messo a punto, era una macchina affidabile e dalle eccellenti prestazioni.

### Derivati
Dello Sturmpanzer IV fu elaborata una versione carro comando sulla base delle ultime due serie, dotata di equipaggiamento radio potenziato e più antenne: il mezzo era denominato Befehlsturmpanzer IV e fu fornito in piccole quantità. Lo scafo e la casamatta del Brummbär interessarono la Krupp per la realizzazione di uno Jagdpanzer IV armato di un cannone PaK 43 da 88 mm L/71, ma fu completato un solo prototipo prima dell'abbandono del progetto.

## Esemplari attualmente esistenti
Alla seconda guerra mondiale sono sopravvissuti alcuni Brummbär: possono essere ammirati al Musée des blindés a Saumur (Francia), al Deutsches Panzermuseum di Munster (Germania), al Museo dei mezzi corazzati di Kubinka vicino a Mosca e all'United States Army Ordnance Training and Heritage Center di Fort Lee in Virginia.